# Sándor Kugler
Sándor Béla Kugler (* 11. August 1879 in Budapest; † 16. November 1964) war ein ungarischer Schwimmer.

## Karriere
Kugler begann seine sportliche Laufbahn im Jahr 1896. Anfangs nahm er sowohl an Leichtathletik- als auch Schwimmwettbewerben teil. Später konzentrierte er sich auf den Schwimmsport und spezialisierte sich auf das Rückenschwimmen. 1908 nahm er an den Olympischen Spielen in London teil. Im Wettbewerb über 100 m Rücken wurde er hier im Vorlauf disqualifiziert, da er zu früh gestartet war. Im selben Jahr wurde er ungarischer Meister im Rückenschwimmen. Kurz danach zog er sich aus der aktiven Laufbahn zurück.
Später hatte er wichtige Positionen im Management des ungarischen Schwimmsports inne. Zusätzlich unterrichtete er Schwimmen an Hochschulen und schrieb Bücher über den Sport.